# Брошевский переулок
Бро́шевский переу́лок — улица в центре Москвы в Таганском районе между улицей Талалихина и Абельмановской улицей.

## Происхождение названия
Название закрепилось в начале XX века, дано по фамилии домовладельца. Прежнее название — Кремлёв переулок — также возникло по фамилии домовладельца.

## Описание
Брошевский переулок начинается от пересечения улицы Талалихина и Малой Калитниковской, проходит на юго-запад, сливается с Моревским проездом и выходит на Абельмановскую улицу.

## Здания и сооружения
По нечётной стороне:
- № 21 — Школа 1468 (школьное отделение 1216);

По чётной стороне:
- № 2/8, строение 4 — газеты «Таганка», «Взлётная полоса»;
- № 4 — Таганский молодёжный союз; Студенческий клуб;
- № 6 — Управление таксофонной сети.